# Chromosom 2
Chromosom 2 – jeden z 23 parzystych ludzkich chromosomów. DNA tworzące chromosom 2 liczy ponad 237 milionów par zasad, co stanowi prawie 8% materiału genetycznego człowieka. Liczbę genów mających swoje loci na chromosomie 2 szacuje się na 1300–1800. Uważa się, że w toku ewolucji dwa chromosomy uległy fuzji, tworząc jeden chromosom, u człowieka oznaczany jako 2: dowodzą tego homologiczne geny u małp człekokształtnych rozmieszczone na dwóch różnych chromosomach, a także obecność rudymentalnych nieaktywnych centromerów i sekwencji telomerowych na ludzkim chromosomie 2.

## Geny
- ABCA12
- AGXT
- ALMS1
- ALS2
- BMPR2
- COL3A1
- COL4A3
- COL4A4
- COL5A2
- HADHA
- HADHB
- MSH2
- MSH6
- NR4A2
- OTOF
- PAX3
- PAX8
- SLC40A1
- TPO
- TTN (najdłuższa sekwencja kodująca w ludzkim organizmie licząca ponad 240 kilopar zasad, gen kodujący białko tytynę).

## Choroby
- zespół Alporta
- zespół Alströma
- zespół Gilberta
- zespół Criglera-Najjara
- cystynuria
- stwardnienie zanikowe boczne
- wrodzona niedoczynność tarczycy
- zespół Ehlersa i Danlosa
- rybia łuska typu arlekina
- hemochromatoza
- zespół Lyncha
- zespół Muira-Torre’a
- pierwotne nadciśnienie płucne
- zespół Waardenburga
- zespół Björnstada
- holoprozencefalia
- zespół Noonan
- nefronoftyza
- zespół Feingolda
- fruktozuria
- arytmogenna dysplazja prawej komory
- niedobór białka C
- zespół Taybiego-Lindera
- zespół Mowata-Wilsona
- zespół Escobara
- pierwotna hiperoksaluria typu 1
- epidermolysis bullosa.